# プリヴァトバンク

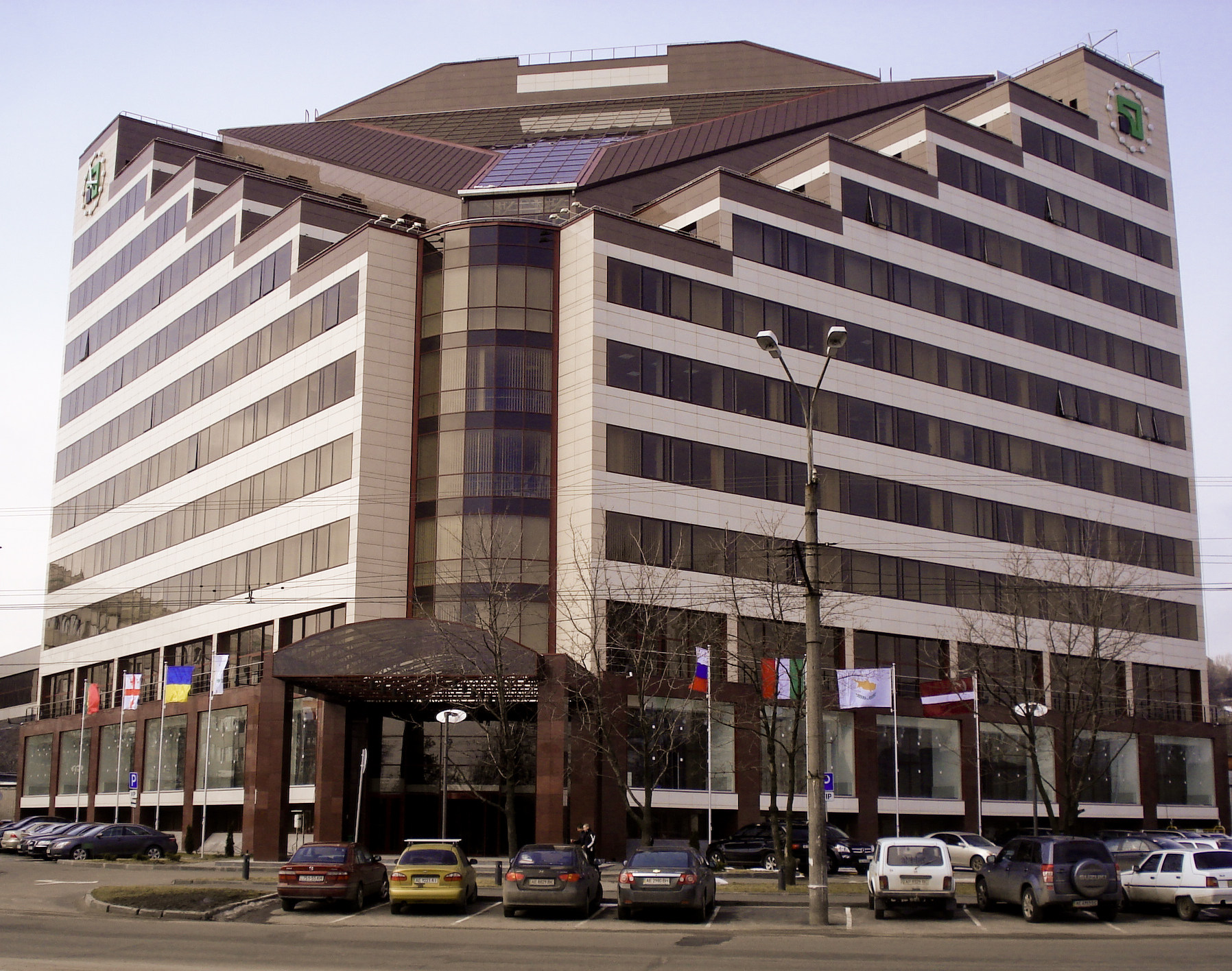
プリヴァトバンク本店（在ドニプロ）

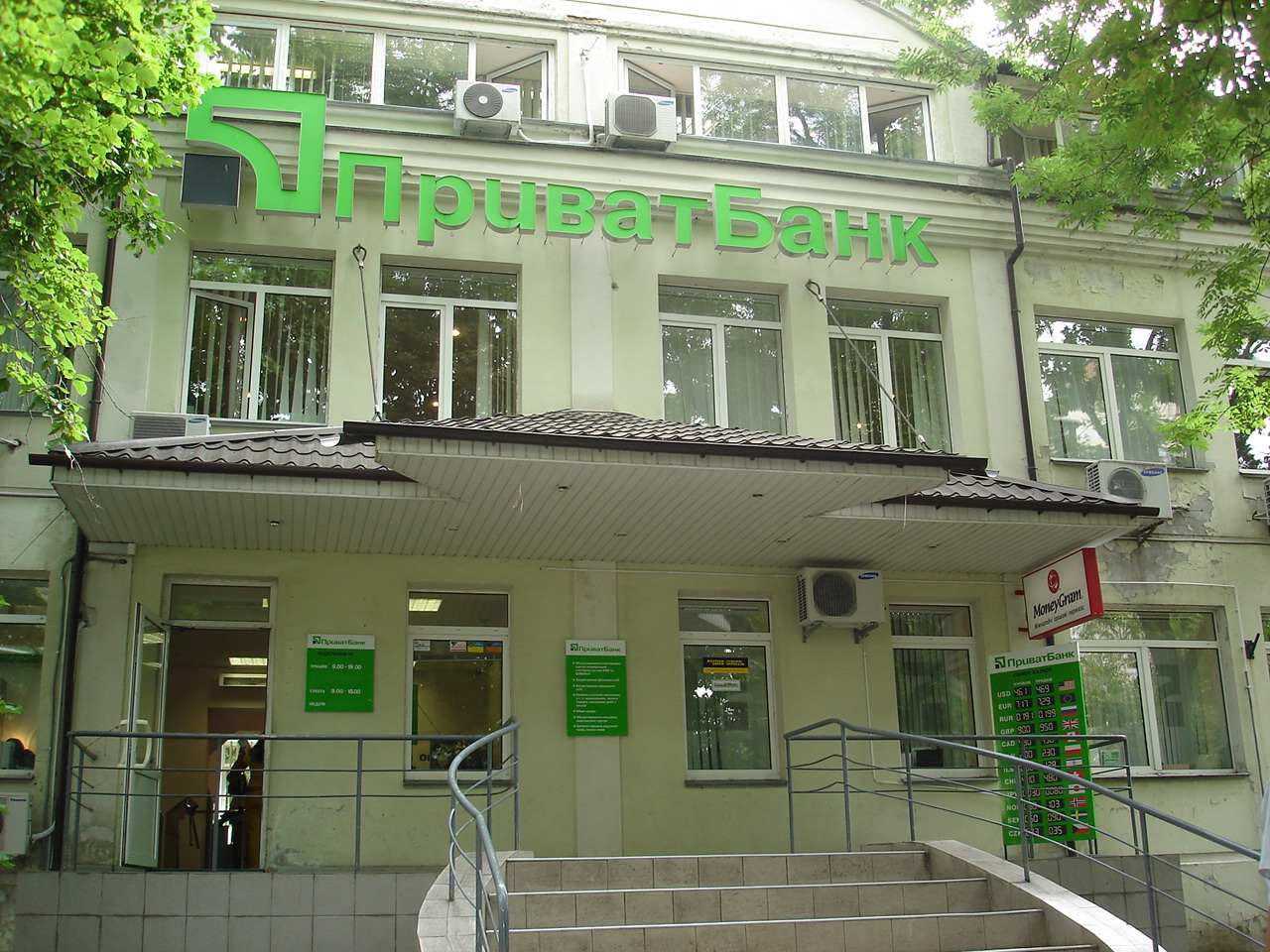
プリヴァトバンクのある支店（在キーウ）

プリヴァトバンク（ウクライナ語: ПриватБанк、英語: PrivatBank）またはプリヴァト銀行は、顧客数、資産価値、貸出額、国家に支払われる税金の面で、ウクライナ最大の商業銀行である。本社はウクライナ中央部のドニプロペトロウシク州ドニプロにある。

## 概要
プリヴァトバンクは1992年にラトビアで設立され、同年ウクライナでも設立されて大いに成長して、セヒー・ティヒプコ（Serhiy Tihipko）も設立後に力を貸したが、おもにオリガルヒのヘンナジー・ボホリュボフとイーホル・コロモイスキーによって管理されきた。
2016年12月、この銀行は乱脈経営に陥り、ウクライナ政府は2,000万人の顧客を保護し、「国の財政の安定」を維持するために、国有化した。クロール（Kroll）が実施した法廷監査では、国有化の前に銀行が大規模な協調的詐欺にさらされ、少なくとも55億米ドルの損失が発生したことが示された。
国有化後の2018年には、ウクライナの商業銀行では最高の利益を計上している。

## 参照項目
- ウクライナの金融業
- ウクライナのオリガルヒ
- ウクライナの15大商業銀行 (15 Largest Commercial Banks in Ukraine)